# Hans Sylvester

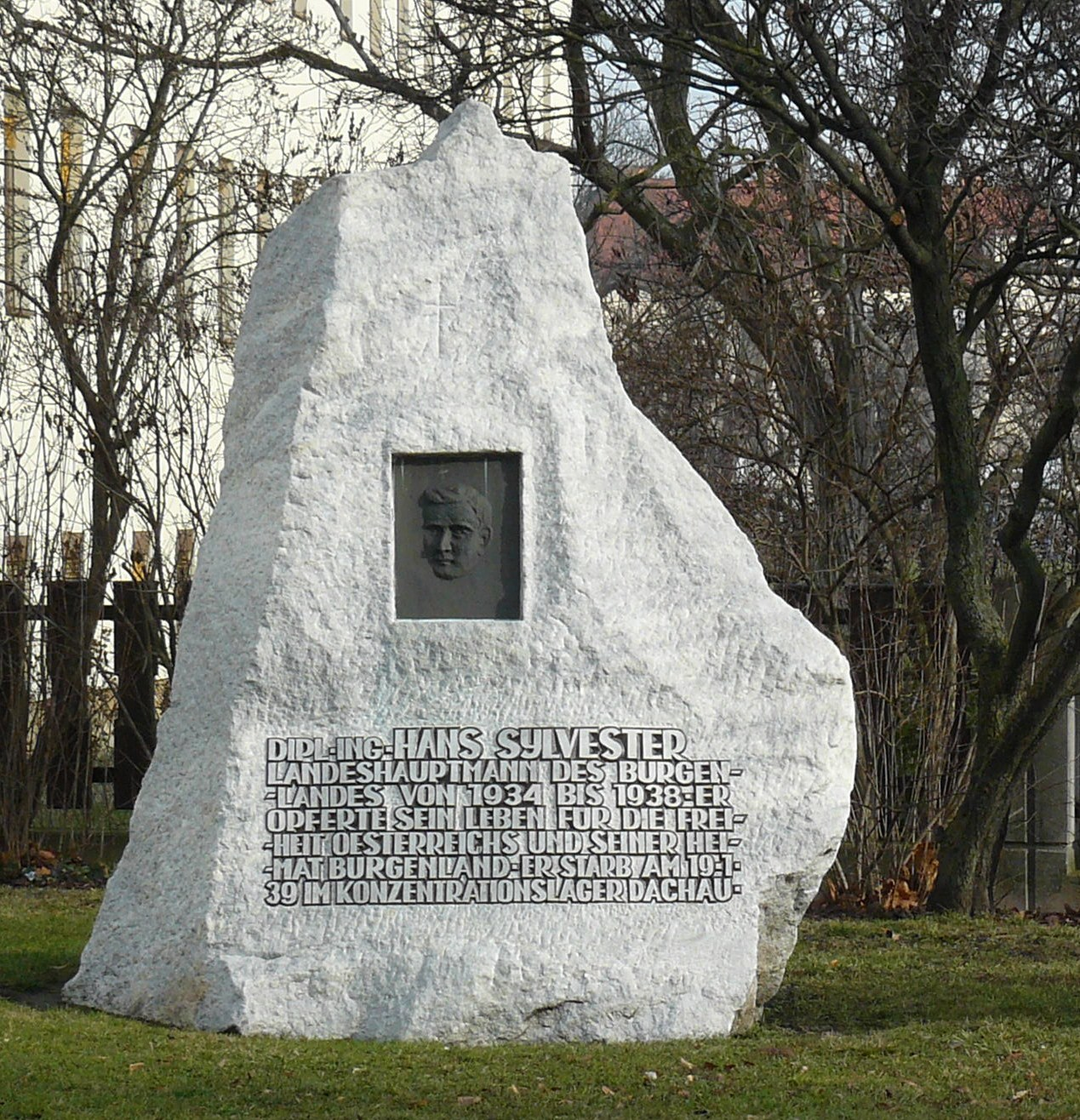
Hans-Sylvester-Gedenkstein in Eisenstadt

Hans Sylvester (* 10. November 1897 in Nickelsdorf; † 19. Jänner 1939 in Dachau) war ein österreichischer Agrarfachmann, Politiker (CS, VF) und NS-Opfer. Während des Austrofaschismus war er ernannter Landeshauptmann des Burgenlands.

## Leben
Hans Sylvester studierte nach der Matura von 1916 bis 1923 an der Hochschule für Bodenkultur in Wien. Dort wurde er Mitglied der katholischen Studentenverbindungen K.a.V. Austro-Peisonia und K.H.V. Babenberg Wien im ÖCV. Nach seinem Studium war er zunächst Gutsverwalter. 1926 wurde er Bezirksreferent der Landwirtschaftskammer in Mattersburg und Neusiedl am See. 1927 wurde er Pflanzenbauinspektor und 1929 Kammeramtsdirektor der Burgenländischen Landwirtschaftskammer.
Von 1927 bis 1930 war er Abgeordneter im Burgenländischen Landtag und 1930 bis 1931 Abgeordneter zum Nationalrat. Von 1931 bis 1934 war er Mitglied der Burgenländischen Landesregierung, 1933 wurde er Landesleiter der Vaterländischen Front Burgenlands.
1934 wurde Sylvester von der nun diktatorisch regierenden CS zum Landeshauptmann des Burgenlands ernannt und blieb in dieser Position bis 1938.
Im Zuge des „Anschlusses Österreichs“ im März 1938 wurde er als politischer Vertreter des vorherigen Regimes verhaftet und in das KZ Dachau deportiert, wo er am 19. Jänner 1939 umkam.